# Jan Ingstrup-Mikkelsen
Jan Ingstrup-Mikkelsen (* 25. Februar 1944 in Helsingør) ist ein ehemaliger dänischer Radrennfahrer und nationaler Meister im Radsport.

## Sportliche Laufbahn
Ingstrup-Mikkelsen war Bahnradsportler. Er war Teilnehmer der Olympischen Sommerspiele 1964 in Tokio. Dort startete er im Bahnradsport. In der Mannschaftsverfolgung wurde das dänische Team mit Bent Hansen, Preben Isaksson, Jan Ingstrup-Mikkelsen und Kurt vid Stein auf dem 5. Rang klassiert. Im 1000-Meter-Zeitfahren kam er beim Sieg von Patrick Sercu auf den 11. Platz.
1966 gewann er die nationale Meisterschaft in der Mannschaftsverfolgung mit Reno Olsen, Preben Isaksson und Erling Laursen. 1967 verteidigten diese vier Fahrer den Titel. 1967 gewann er den nationalen Titel im Sprint vor Jørgen Jensen. Vize-Meister im Sprint war er 1964 hinter Peder Pedersen geworden.

## Familiäres
Er ist mit der Olympiateilnehmerin und Leichtathletin Jette Andersen verheiratet.